# ジェサップ駅
ジェサップ駅（英語：Jesup Station）は、アメリカ合衆国ジョージア州ジェサップ ノースウェスト・ブロード・ストリート176にある駅。 全米各地を結ぶ旅客鉄道のアムトラックが乗り入れている。

## 概要
当駅はアトランティック・コースト・ライン鉄道により1903年に建てられ、2003年2月早朝、電気火災により内部と屋根の大部分に損傷を受けた。市は完全な復元工事のための資金を求めていたが、幸いなことに2005年には連邦政府資金の836,000ドルの補助金を受けた。火災の後、市は鉄道線路の所有者であるCSXトランスポーテーションから建物と土地を購入した。

## 利用可能な鉄道路線／列車
アムトラックの停車する列車は下記の通り。
ニューヨークとマイアミ間の夜行長距離列車シルバー・メティオ号…1日1往復停車